# Claix
|  | Per a altres significats, vegeu «Claix (Charente)». |

Claix és un municipi francès al departament d'Isèra i a la regió d'Alvèrnia-Roine-Alps. L'any 2007 tenia 7.585 habitants.

## Demografia

### Població
El 2007 la població de fet de Claix era de 7.585 persones. Hi havia 2.880 famílies de les quals 618 eren unipersonals (275 homes vivint sols i 343 dones vivint soles), 903 parelles sense fills, 1.140 parelles amb fills i 219 famílies monoparentals amb fills.
La població ha evolucionat segons el següent gràfic:

### Habitatges
El 2007 hi havia 3.053 habitatges, 2.907 eren l'habitatge principal de la família, 55 eren segones residències i 91 estaven desocupats. 2.279 eren cases i 742 eren apartaments. Dels 2.907 habitatges principals, 2.258 estaven ocupats pels seus propietaris, 589 estaven llogats i ocupats pels llogaters i 60 estaven cedits a títol gratuït; 72 tenien una cambra, 170 en tenien dues, 387 en tenien tres, 759 en tenien quatre i 1.519 en tenien cinc o més. 2.442 habitatges disposaven pel capbaix d'una plaça de pàrquing. A 1.066 habitatges hi havia un automòbil i a 1.650 n'hi havia dos o més.

### Piràmide de població
La piràmide de població per edats i sexe el 2009 era:
| Homes | Edats   | Dones |
| ----- | ------- | ----- |
| 0     | 95 o +  | 0     |
| 0     | 90 a 94 | 8     |
| 12    | 85 a 89 | 28    |
| 24    | 80 a 84 | 48    |
| 60    | 75 a 79 | 92    |
| 120   | 70 a 74 | 156   |
| 180   | 65 a 69 | 132   |
| 180   | 60 a 64 | 192   |
| 256   | 55 a 59 | 228   |
| 300   | 50 a 54 | 308   |
| 284   | 45 a 49 | 312   |
| 288   | 40 a 44 | 372   |
| 284   | 35 a 39 | 288   |
| 244   | 30 a 34 | 196   |
| 204   | 25 a 29 | 180   |
| 140   | 20 a 24 | 188   |
| 284   | 15 a 19 | 328   |
| 312   | 10 a 14 | 276   |
| 320   | 5 a 9   | 232   |
| 180   | 0 a 4   | 164   |

## Economia
El 2007 la població en edat de treballar era de 5.047 persones, 3.550 eren actives i 1.497 eren inactives. De les 3.550 persones actives 3.340 estaven ocupades (1.776 homes i 1.564 dones) i 210 estaven aturades (96 homes i 114 dones). De les 1.497 persones inactives 435 estaven jubilades, 632 estaven estudiant i 430 estaven classificades com a «altres inactius».

### Ingressos
El 2009 a Claix hi havia 2.960 unitats fiscals que integraven 7.842,5 persones, la mediana anual d'ingressos fiscals per persona era de 25.499 €.

### Activitats econòmiques
Dels 397 establiments que hi havia el 2007, 2 eren d'empreses extractives, 4 d'empreses alimentàries, 10 d'empreses de fabricació de material elèctric, 34 d'empreses de fabricació d'altres productes industrials, 83 d'empreses de construcció, 44 d'empreses de comerç i reparació d'automòbils, 13 d'empreses de transport, 10 d'empreses d'hostatgeria i restauració, 7 d'empreses d'informació i comunicació, 23 d'empreses financeres, 20 d'empreses immobiliàries, 68 d'empreses de serveis, 56 d'entitats de l'administració pública i 23 d'empreses classificades com a «altres activitats de serveis».
Dels 105 establiments de servei als particulars que hi havia el 2009, 1 era una oficina del servei públic d'ocupació, 1 oficina de correu, 2 oficines bancàries, 9 tallers de reparació d'automòbils i de material agrícola, 1 autoescola, 7 paletes, 12 guixaires pintors, 12 fusteries, 18 lampisteries, 12 electricistes, 7 empreses de construcció, 6 perruqueries, 1 veterinari, 2 agències de treball temporal, 4 restaurants, 7 agències immobiliàries, 1 tintoreria i 2 salons de bellesa.
Dels 12 establiments comercials que hi havia el 2009, 1 era un supermercat, 2 botiges de menys de 120 m², 2 fleques, 1 una carnisseria, 1 una botiga de congelats, 1 una llibreria, 3 botigues de material esportiu i 1 una floristeria.
L'any 2000 a Claix hi havia 16 explotacions agrícoles que ocupaven un total de 488 hectàrees.

## Equipaments sanitaris i escolars
El 2009 hi havia un psiquiàtric i 2 farmàcies.
El 2009 hi havia dues escoles maternals i quatre escoles elementals. Claix disposava d'un col·legi d'educació secundària amb 405 alumnes.

## Poblacions més properes
El següent diagrama mostra les poblacions més properes.